# Lista de prefeitos de Turvo (Paraná)
Esta é a lista de prefeitos e vice-prefeitos do município paranaense de Turvo, estado brasileiro do Paraná.
| Nº | Prefeito                   | Imagem | Partido               | Vice-prefeito                           | Início do mandato       | Fim do mandato                                                                             | Observações                                                                               |
| 1  | José Pereira de Campos     |        | PDS                   | Jovino de Freitas Carneiro              | 1º de fevereiro de 1983 | 31 de dezembro de 1988                                                                     | Prefeito e vice eleitos em sufrágio universal                                             |
| 2  | Edgard Rickli              |        | PTB                   | João Maria Prestes Bastos               | 1º de janeiro de 1989   | 31 de dezembro de 1992                                                                     | Prefeito e vice eleitos em sufrágio universal                                             |
| 3  | João Maria Prestes Bastos  |        | PST                   | Onézimo Ferreira                        | 1º de janeiro de 1993   | 31 de dezembro de 1996                                                                     | Prefeito e vice eleitos em sufrágio universal                                             |
| 4  | José Pereira de Campos     |        | PDT                   | Hilton Rickli                           | 1º de janeiro de 1997   | 31 de dezembro de 2000                                                                     | Prefeito e vice eleitos em sufrágio universal                                             |
| 5  | João Maria Prestes Bastos  |        | PPB                   | Miguel Petrin (PMDB)                    | 1º de janeiro de 2001   | 31 de dezembro de 2004                                                                     | Prefeito e vice eleitos em sufrágio universal                                             |
| 6  | Nacir Agostinho Bruger     |        | PPS                   | Miguel Petrin (PMDB)                    | 1º de janeiro de 2005   | 31 de dezembro de 2008                                                                     | Prefeito e vice eleitos em sufrágio universal                                             |
| 7  | Antônio Marcos Seguro      |        | PMN                   | Carlos Schneider, Carlinhos (PSDB)      | 1º de janeiro de 2009   | 31 de dezembro de 2012                                                                     | Prefeito e vice eleitos em sufrágio universal                                             |
| 7  | Antônio Marcos Seguro      | PSD    | 1º de janeiro de 2013 | Carlos Schneider, Carlinhos (PSDB)      | 12 de dezembro de 2013  | Prefeito e vice reeleitos em sufrágio universal cassados os mandatos por decisão do TRE-PR |                                                                                           |
| 8  | Nacir Agostinho Bruger     |        | PSL                   | Miguel Petrin (PMDB)                    | 13 de dezembro de 2013  | 31 de dezembro de 2016                                                                     | Prefeito e vice eleitos em 2ª colocação, assumindo os seus cargos na Câmara de Vereadores |
| 9  | Jerônimo Gadens do Rosário |        | PR                    | Aroldo Correa Mattos, Aroldo Leão (PTB) | 1º de janeiro de 2017   | 31 de dezembro de 2024                                                                     | Prefeito e vice eleitos em sufrágio universal                                             |
| 10 | Antônio Marcos Seguro      |        | PSD                   | Carlos Schneider (PODE)                 | 1° de janeiro de 2025   | Atualidade                                                                                 | Prefeito e vice eleitos em sufrágio universal                                             |